# Studia Paedagogica Ignatiana
Studia Paedagogica Ignatiana – czasopismo naukowe ukazujące się od 1998 r. jako rocznik (wówczas jako Rocznik Sekcji Pedagogiki Religijnej Wydziału Filozoficznego Towarzystwa Jezusowego). Od 2016 roku pismo Studia Paedagogica Ignatiana publikowane jest jako kwartalnik. Czasopismo wydawane jest przez Akademię Ignatianum w Krakowie.

## Nazwa czasopisma
Początkowo czasopismo wydawane było pod nazwą Rocznik Sekcji Pedagogiki Religijnej Wydziału Filozoficznego Towarzystwa Jezusowego. Od 2000 r. czasopismo zmieniało kilkukrotnie swoją nazwę. W latach 2000–2002 pojawiało się ono pod tytułem Rocznik Sekcji Religijnej Wyższej Szkoły Filozoficzno-Pedagogicznej IGNATIANUM w Krakowie, w okresie od 2003 do 2010 r. wydawane było jako Rocznik Wydziału Pedagogicznego Wyższej Szkoły Filozoficzno-Pedagogicznej IGNATIANUM w Krakowie, a od 2011 zatytułowane było Rocznik Wydziału Pedagogicznego Akademii Ignatianum w Krakowie. Pod nazwą Studia Paedagogica Ignatiana czasopismo ukazuje się od 2014 r.

## Tematyka czasopisma
Czasopismo jest kwartalnikiem o tematyce związanej z szeroko rozumianą pedagogiką. W Studiach Paedagogica Ignatiana publikowane są artykuły z zakresu nauk humanistycznych i społecznych.

## Punktacja czasopisma
W wykazie czasopism naukowych Ministerstwa Edukacji i Nauki z 9 lutego 2021 r. kwartalnik uzyskał 40 punktów.
Obecnie Impact Factor (według CiteFactor) czasopisma wynosi 0,9.